# Аббішрул
Аббішрул (англ. Abbeyshrule; ірл. Mainistir Shruthla, «монастир біля струмка» ) - село в Ірландії, знаходиться в графстві Лонгфорд (провінції Ленстер).
Населення - 245 чоловік (за переписом 2002 року).
В околицях села знаходиться аеропорт, за допомогою якого здійснюється повітряний зв'язок з містом Лонгфорд.